# Groupe 1 des éliminatoires du Championnat d'Europe féminin de football 2013
Cet article donne les résultats des matchs du groupe 1 des éliminatoires de l'Euro 2013.

## Classement
| Rang | Équipe             | Pts | J  | G | N | P | Bp | Bc | Diff |  | Résultats (▼ dom., ► ext.) |     |     |     |     |     |     |
| ---- | ------------------ | --- | -- | - | - | - | -- | -- | ---- |  | -------------------------- | --- | --- | --- | --- | --- | --- |
| 1    | Italie             | 28  | 10 | 9 | 1 | 0 | 35 | 0  | +35  |  | Italie                     |     | 2-0 | 1-0 | 4-0 | 2-0 | 9-0 |
| 2    | Russie             | 22  | 10 | 7 | 1 | 2 | 31 | 6  | +25  |  | Russie                     | 0-2 |     | 1-1 | 4-1 | 4-0 | 8-0 |
| 3    | Pologne            | 17  | 10 | 5 | 2 | 3 | 11 | 6  | +5   |  | Pologne                    | 0-5 | 0-3 |     | 4-0 | 2-0 | 4-0 |
| 4    | Bosnie-Herzégovine | 10  | 10 | 3 | 1 | 6 | 12 | 21 | -9   |  | Bosnie-Herzégovine         | 0-1 | 0-1 | 0-2 |     | 1-1 | 1-0 |
| 5    | Grèce              | 5   | 10 | 0 | 5 | 5 | 7  | 20 | -13  |  | Grèce                      | 0-0 | 0-4 | 1-1 | 2-3 |     | 2-2 |
| 6    | Macédoine du Nord  | 2   | 10 | 0 | 2 | 8 | 5  | 49 | -44  |  | Macédoine du Nord          | 0-9 | 0-6 | 0-3 | 2-6 | 1-1 |     |

## Résultats et calendrier
| 1re journée                 | Bosnie-Herzégovine | 0 – 1   | Italie            | Stade Asim Ferhatovic Hase Stadion, Sarajevo |                           |
| 17 septembre 2011 18:00 HEC |                    | (0 - 1) | 44e (pen.) Parisi | Arbitrage : Jana Adámková                    | Arbitrage : Jana Adámková |
| 17 septembre 2011 18:00 HEC | Rapport            |         |                   | Arbitrage : Jana Adámková                    | Arbitrage : Jana Adámková |

| 21 septembre 2011 | Pologne | 0 – 3 | Russie | OSIR, Racibórz            |                           |
| 16:00 HEC         |         |       |        | Arbitrage : Teodora Albon | Arbitrage : Teodora Albon |
| 16:00 HEC         | Rapport |       |        | Arbitrage : Teodora Albon | Arbitrage : Teodora Albon |

| 2e journée                | Russie                                           | 4 – 1   | Bosnie-Herzégovine | Krasnoarmeysk, Krasnoarmeysk |                         |
| 22 octobre 2011 13:00 HEC | Olga Petrova 27e 55e · Natalia Shlyapina 80e 91e | (1 - 0) | 54e Lidija Kuliš   | Arbitrage : Anja Kunick      | Arbitrage : Anja Kunick |
| 22 octobre 2011 13:00 HEC | Rapport                                          |         |                    | Arbitrage : Anja Kunick      | Arbitrage : Anja Kunick |

| 22 octobre 2011 | Macédoine du Nord | 0 – 9   | Italie | Goce Delcev, Prilep          |                              |
| 14:00 HEC       |                   | (0 - 6) | 1re 11e Pamela Conti · 18e 72e Elisa Camporese · 31e 34e 79e Daniela Sabatino · 54e Alice Parisi · 54e Melania Gabbiadini | Arbitrage : Knarik Grigoryan | Arbitrage : Knarik Grigoryan |
| 14:00 HEC       | Rapport           |         | | Arbitrage : Knarik Grigoryan | Arbitrage : Knarik Grigoryan |

| 22 octobre 2011 | Pologne                       | 2 – 0   | Grèce | IM Ksiedza Wladyslaw, Nowy Sacz |                            |
| 16:00 HEC       | Anna Żelazko 45+4e (pen.) 49e | (1 - 0) |       | Arbitrage : Séverine Zinck      | Arbitrage : Séverine Zinck |
| 16:00 HEC       | Rapport                       |         |       | Arbitrage : Séverine Zinck      | Arbitrage : Séverine Zinck |

| 3e journée                | Italie                      | 2 – 0   | Russie | O Tenni, Trévise                       |                                        |
| 26 octobre 2011 15:00 HEC | Pamela Conti 10e (pen.) 28e | (2 - 0) |        | Arbitrage : Christina Westrum Pedersen | Arbitrage : Christina Westrum Pedersen |
| 26 octobre 2011 15:00 HEC | Rapport                     |         |        | Arbitrage : Christina Westrum Pedersen | Arbitrage : Christina Westrum Pedersen |

| 26 octobre 2011 | Macédoine du Nord    | 1 – 1   | Grèce                      | Goce Delcev, Prilep       |                           |
| 14:00 HEC       | Natasha Andonova 86e | (0 - 1) | 37e Anastasia Papadopoulou | Arbitrage : Elia Martinez | Arbitrage : Elia Martinez |
| 14:00 HEC       | Rapport              |         |                            | Arbitrage : Elia Martinez | Arbitrage : Elia Martinez |

| 26 octobre 2011 | Pologne                                                          | 4 – 0   | Bosnie-Herzégovine | Stadion Pilkarski, Sosnowiec   |                                |
| 19:30 HEC       | Anna Żelazko 45+1e 77e · Agnieszka Winczo 82e · Marta Stobba 86e | (1 - 0) |                    | Arbitrage : Sandra Braz Bastos | Arbitrage : Sandra Braz Bastos |
| 19:30 HEC       | Rapport                                                          |         |                    | Arbitrage : Sandra Braz Bastos | Arbitrage : Sandra Braz Bastos |

| 4e journée                 | Grèce   | 0 – 4   | Russie                                                                     | Stade Giannis Pathiakakis, Athènes |                              |
| 19 novembre 2011 14:00 HEC |         | (0 - 1) | 23e (pen.) 78e Olga Petrova · 58e Ekaterina Sochneva · 79e Elena Terekhova | Arbitrage : Pernilla Larsson       | Arbitrage : Pernilla Larsson |
| 19 novembre 2011 14:00 HEC | Rapport |         |                                                                            | Arbitrage : Pernilla Larsson       | Arbitrage : Pernilla Larsson |

| 19 novembre 2011 | Pologne | 0 – 5   | Italie                                                                     | MZOS Znicz, Pruszków       |                            |
| 17:00 HEC        |         | (0 - 1) | 25e 63e 82e Melania Gabbiadini · 74e Patrizia Panico · 77e Elisa Camporese | Arbitrage : Esther Staubli | Arbitrage : Esther Staubli |
| 17:00 HEC        | Rapport |         |                                                                            | Arbitrage : Esther Staubli | Arbitrage : Esther Staubli |

| 19 novembre 2011 | Macédoine du Nord                        | 2 – 6   | Bosnie-Herzégovine                                               | Goce Delcev, Prilep             |                                 |
| 13:00 HEC        | Afrodita Saliihi 50e · Gentjana Roki 78e | (0 - 3) | 17e Amela Kršo · 33e 36e 60e 76e Lidija Kuliš · 79e Alisa Spahić | Arbitrage : Natalia Aleksakhina | Arbitrage : Natalia Aleksakhina |
| 13:00 HEC        | Rapport                                  |         |                                                                  | Arbitrage : Natalia Aleksakhina | Arbitrage : Natalia Aleksakhina |

| 5e journée                 | Macédoine du Nord | 0 – 3   | Pologne                                  | Goce Delcev, Prilep      |                          |
| 23 novembre 2011 13:00 HEC |                   | (0 - 3) | 4e 13e Agnieszka Winczo · 10e Amela Kršo | Arbitrage : Eszter Urban | Arbitrage : Eszter Urban |
| 23 novembre 2011 13:00 HEC | Rapport           |         |                                          | Arbitrage : Eszter Urban | Arbitrage : Eszter Urban |

| 23 novembre 2011 | Italie                                           | 2 – 0   | Grèce | Stadio Comunale, Trani      |                             |
| 14:00 HEC        | Melania Gabbiadini 59e · Giulia Domenichetti 83e | (0 - 0) |       | Arbitrage : Floarea Ionescu | Arbitrage : Floarea Ionescu |
| 14:00 HEC        | Rapport                                          |         |       | Arbitrage : Floarea Ionescu | Arbitrage : Floarea Ionescu |

| 6e journée                | Grèce                       | 2 – 3   | Bosnie-Herzégovine                    | Stade Kleánthis-Vikelídis, Thessalonique |                        |
| 15 février 2012 14:00 HEC | Dimitra Panteliadou 75e 89e | (0 - 2) | 8e 21e Lidija Kuliš · 60e Moira Murić | Arbitrage : Ginta Pēce                   | Arbitrage : Ginta Pēce |
| 15 février 2012 14:00 HEC | Rapport                     |         |                                       | Arbitrage : Ginta Pēce                   | Arbitrage : Ginta Pēce |

| 7e journée             | Italie                                                           | 4 – 0   | Bosnie-Herzégovine | Stadio Paolo Mazza, Ferrare  |                              |
| 31 mars 2012 16:00 HEC | Patrizia Panico 13e 74e · Elisa Camporese 40e · Pamela Conti 46e | (2 - 0) |                    | Arbitrage : Esther Azzopardi | Arbitrage : Esther Azzopardi |
| 31 mars 2012 16:00 HEC | Rapport                                                          |         |                    | Arbitrage : Esther Azzopardi | Arbitrage : Esther Azzopardi |

| 31 mars 2012 | Russie                                                                                            | 8 – 0   | Macédoine du Nord |                             |                             |
| 13:00 HEC    | Elena Morozova 14e 68e 82e · Olesya Mashina 21e 74e 79e · Natalia Pertseva 54e · Elena Medved 87e | (2 - 0) |                   | Arbitrage : Sjoukje de Jong | Arbitrage : Sjoukje de Jong |
| 13:00 HEC    | Rapport                                                                                           |         |                   | Arbitrage : Sjoukje de Jong | Arbitrage : Sjoukje de Jong |

| 31 mars 2012 | Grèce                | 1 – 1   | Pologne           | Stade Nea Smyrnis, Athènes  |                             |
| 15:00 HEC    | Vasso Moskofidou 38e | (1 - 1) | 20e Sandra Sałata | Arbitrage : Katalin Kulcsár | Arbitrage : Katalin Kulcsár |
| 15:00 HEC    | Rapport              |         |                   | Arbitrage : Katalin Kulcsár | Arbitrage : Katalin Kulcsár |

| 8e journée             | Grèce                                   | 2 – 2   | Macédoine du Nord       | Stade Nea Smyrnis, Athènes   |                              |
| 4 avril 2012 15:00 HEC | Maria Mitkou 32e · Vasso Moskofidou 58e | (1 – 2) | 23e 45+1e Gentjana Roki | Arbitrage : Hilal Tuba Tosun | Arbitrage : Hilal Tuba Tosun |
| 4 avril 2012 15:00 HEC | Rapport                                 |         |                         | Arbitrage : Hilal Tuba Tosun | Arbitrage : Hilal Tuba Tosun |

| 4 avril 2012 | Russie  | 0 – 2   | Italie                 | Trud Stadium, Podolsk           |                                 |
| 13:00 HEC    |         | (0 – 1) | 8e 65e Patrizia Panico | Arbitrage : Alexandra Ihringova | Arbitrage : Alexandra Ihringova |
| 13:00 HEC    | Rapport |         |                        | Arbitrage : Alexandra Ihringova | Arbitrage : Alexandra Ihringova |

| 9e journée   | Russie | 4 – 0 | Grèce |  |  |
| 16 juin 2012 |        | (–)   |       |  |  |

| 16 juin 2012 | Italie | 9 – 0 | Macédoine du Nord |  |
|              |        | (–)   |                   |  |

| 16 juin 2012 | Bosnie-Herzégovine | 0 – 2 | Pologne |  |
|              |                    | (–)   |         |  |

| 10e journée  | Pologne | 4 – 0 | Macédoine du Nord |  |  |
| 20 juin 2012 |         | (–)   |                   |  |  |

| 21 juin 2012 | Bosnie-Herzégovine | 0 – 1 | Russie |  |
|              |                    | (–)   |        |  |

| 11e journée       | Macédoine du Nord | –       | Russie |  |  |
| 15 septembre 2012 |                   | (0 – 6) |        |  |  |

| 15 septembre 2012 | Bosnie-Herzégovine | 1 – 1 | Grèce |  |
|                   |                    | (–)   |       |  |

| 16 septembre 2012 | Italie | 1 – 0 | Pologne |  |
|                   |        | (–)   |         |  |

| 12e journée       | Russie | 1 – 1 | Pologne |  |  |
| 19 septembre 2012 |        | (–)   |         |  |  |

| 19 septembre 2012 | Grèce | 0 – 0 | Italie |  |
|                   |       | (–)   |        |  |

| 19 septembre 2012 | Bosnie-Herzégovine | 1 – 0 | Macédoine du Nord |  |
|                   |                    | (–)   |                   |  |